# Gerald Baumgartner
Gerald Baumgartner (Oberndorf bei Salzburg, 14 novembre 1964) è un allenatore di calcio, dirigente sportivo ed ex calciatore austriaco, di ruolo centrocampista.

## Palmarès

### Allenatore

#### Competizioni nazionali
- Coppa d'Austria: 1

FC Pasching: 2012-2013
- Erste Liga: 1

Ried: 2019-2020